# 松平容保
松平容保（日语：／ Matsudaira Katamori；1836年2月15日—1893年12月5日），是日本江戶時代會津藩第九代藩主，曾任京都守護職。官稱肥後守。號佑堂、芳山。幼名銈之允。
松平容保是美濃國高須藩主松平義建之六子，母親為側室古森氏。與兄長德川慶勝、德川茂德、弟弟松平定敬四人並稱為「高須四兄弟」（高須松平氏為德川御三家之一尾張家的分支）。

## 生平

### 會津
由於會津藩八代藩主松平容敬（義建異母弟）膝下無子，容保于弘化3年（1846年）十二歲的時候，過繼至會津松平家，同時容敬也把女兒敏姬許配給他。嘉永5年（1852年）接任會津藩主。
萬延元年三月初三（上巳節）（1860年3月24日），江戶大老井伊直弼在櫻田門外之變中遭到水戶藩激進浪士的刺殺。由於井伊直弼施政風格爭議頗大，加上水戶藩為德川御三家中水戶德川家的一支，因此容保不贊成討伐水戶藩，對此他對老中和將軍發表了有說服力的見解，萬延元年十二月受到將軍賞識進升為左近權中將（官職）。
此後文久元年（1861年）他繼續派家臣到水戶藩調查水戶家的情況再向將軍家覆命，藉此調和將軍家和水戶家的對立。
井伊慘死之後，朝廷在薩摩藩的支持下向幕府施壓，幕府因此進行文久改革（1862年），一橋慶喜（即後來德川慶喜）被任為「將軍後見職」，福井藩主松平慶永則被任為「政事總裁職」。而鑑於當時京都政局混亂，天誅橫行，京都所司代無力控制京都治安，所以必須要找有信望、有軍力可以左右京都朝廷的藩控制京都局面，因此創設「京都守護職」一職。
眾藩之中剛好會津藩符合以上各條件。會津藩是親藩（御家門）、尊皇（會津家信奉神道教）又有守備經驗（有品川炮台、蝦夷及江戶近海守備經驗），再加上容保在討伐水戶藩事件中處理得宜被受幕閣注目，所以京都守護職的重任便落在他身上。
當時容保抱恙在身，家臣也建議容保不要接受這些職位，因為會津藩財政已經由於蝦夷地警備的職務及藩內經濟制度衰落陷入貧窮狀態，加上德川幕府的威望不再，所以有不少會津藩的家臣反對藩主就任守護職，導致容保再三推辭。經過慶喜強列要求及慶永不斷勸說，並引證會津藩祖保科正之的家訓「會津家訓十五箇條」其中第一條「大君之儀、一心大切、可存忠勤、不可以列國之例自處焉、若懷二心則非我子孫、面面決而不可從。」
（對將軍之義，最重要心存忠勤，不能以他國規矩用在本國（不可以滿足於與他國同程度的忠義），若對將軍家懷異心者則非我子孫，眾人決不能跟隨他。），為了貫徹家訓最後容保毅然同意。
後來家老西鄉賴母曾為此由會津到江戶說勸容保「在此最難之局就任，猶如抱薪救火，多勞少得」，不過容保還是同意擔任守護職、並且決意視京都為自己的葬身之地。

### 京都守護職
文久二年十二月（1863年）年容保帶領會津藩兵來到京都就任，此時京都「天誅」之舉橫行，不少佐幕派的公卿諸候受到尊皇攘夷派的恐嚇，慶喜和春嶽建議容保嚴加取締，可是容保卻認為尊攘派採用的極端手段的原因，是因為下層的意見不能傳達到上層。所以後來容保以「洞開言路」（凡關於國事事無大小可向守護職申明）的方針管理京都，直到足利三代木像梟首事件出現。事情源於文久三年二月二十三日（1863年4月9日）神道教平田篤胤門人三輪田綱一郎、諸岡節齋、宮和田勇太郎等十數人，取走京都等持院室町幕府第一代將軍足利尊氏、第2代的義詮以及第3代義滿木像頭部放到京都賀茂川原示眾，並細列三人罪狀。
三輪田等人借室町幕府暗指德川幕府侵奪皇權，又暗示如德川家不知悔改將軍家茂也如木像一像的下場。容保大怒，並下令拘捕兇徒。此後，他改變對浪士的政策。

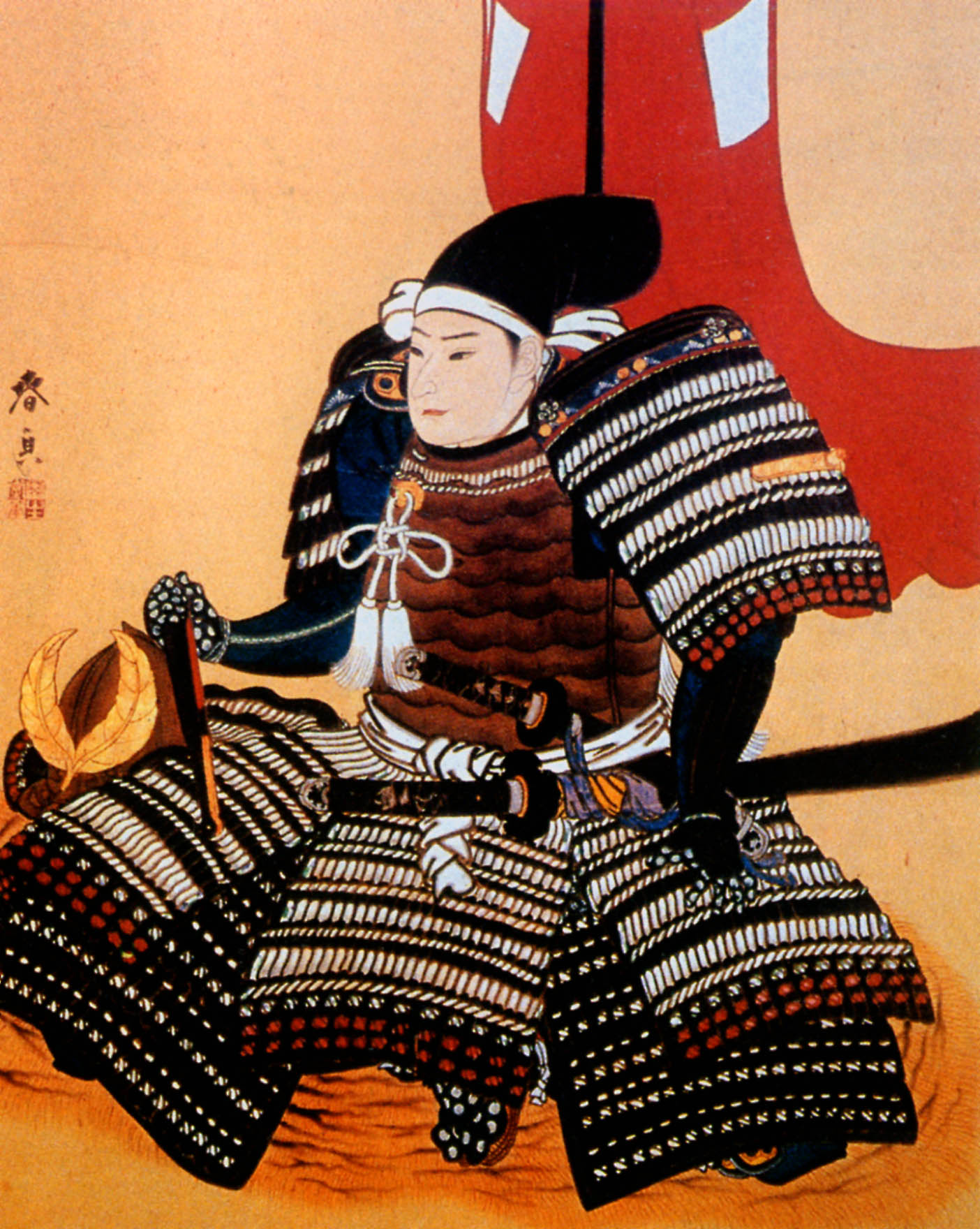
松平容保於會津戰爭的畫像（現存於若松城天守閣鄉土博物館）。

對於不法浪人嚴加取締，對於有志浪人則採懷柔政策。他把浪士組中不肯東歸江戶的近藤勇、土方歲三等13人收入麾下（壬生浪士組，即後來的新選組），此後壬生浪士組協助會津藩維持治安。當時京都尊攘過激派（長州藩）橫行，激進派屢次聯同公卿發出假詔，此舉令孝明天皇苦惱不已，於是他頒下密詔，命中川宮朝彥親王、會津（松平容保）及薩摩藩（島津久光）協助發動八月十八日政變（又稱禁門政變或文久政變），藉此排除激進派公卿。元治元年（1864年）六月，政變之後的激進派不甘在朝勢力盡失，聚集商討下一步對策。其中一次不巧被新選組撞破，因而發生了池田屋事件，之後激進派終於按捺不住，於七月發動禁門之變。最後結果為激進派長州大敗。尊攘激進派的長州，自此對公武合體派的會津和薩摩恨之入骨，稱之為「薩賊會奸」，從此會津與長州之間結下長久之怨。對於禁門之變長州藩對皇宮開火的叛逆行為，容保實在看不過眼，主張征討長州。
慶應2年（1866年），孝明天皇駕崩，容保本人多次陳情堅持辭去守護職，然而幕府和朝廷都未接受。根據朝廷命令，容保還是必須待在京都。可是隨著佐幕的孝明天皇逝世，德川幕府以及容保的立場逐漸變得不利。慶應3年（1867年），第15代德川幕府將軍德川慶喜實行大政奉還，隨後京都朝廷發出的王政復古大號令，使幕府、京都守護職、京都所司代等職遭廢。及後，容保隨德川慶喜撤至大坂，對於朝廷突然轉變對德川幕府的態度，以往受孝明天皇信任的容保認為是薩長軍挾持了年幼的明治天皇奪取政權，他主張與薩長一戰。未久，幕府軍和容保麾的下會津藩兵，在鳥羽伏見與明治新政府軍展開交戰（史稱鳥羽伏見之戰）。由於對著御錦旗（菊花旗）開火，使慶喜、容保等人相繼變成朝敵，加上戰況不利，慶喜暗自帶容保與定敬（京都所司代）等人，脫離戰場同乘幕府軍艦「開陽丸」回到江戶。而在江戶的舊幕臣中，則出現了提出從順明治政府的恭順派，與反對新政府的抗戰派，同樣的對立也在會津藩發生。對於陣前逃走，容保率直地向戰場歸來的臣子道歉，也讓出藩主之位予養子喜德。

### 會津戰爭
容保回到江戶不久，就被禁止登城，慶應四年（1868年）二月十六日他起程回會津，由於將軍慶喜對新政府態度恭順，所以容保也跟隨將軍的作法恭順以對。以仙台為首的奧羽越諸藩，對因擔任守護職而招致怨恨的會津藩寄予同情，向奧羽鎮撫總督府（新政府軍）提出寬大處理會津的請願。會津又在奧羽越諸藩的中介下，寫下數封謝罪陳情書。可是總督府卻提出如戰敗般的苛刻謝罪條件：
1. 將藩主松平容保斬首。
2. 監禁嗣子若狹（松平喜德）。
3. 開城。

在無任何轉圜的餘地之下，一切只能以武力解決。會津藩在三月進行軍事改革，把藩士按年齡分成青龍隊、白虎隊、朱雀隊及玄武隊。四月十日會津藩與庄內藩合組「會庄同盟」，其後與奧羽越列藩同盟聯手繼續對抗新政府軍，然而江戶城在四月十一日西鄉隆盛與勝海舟談判後，兵不血刃開城投降（江戶開城），新政府軍在上野戰爭中驅逐了彰義隊（江戶的警備部隊），進而控制江戶，因此順利進軍到北陸一帶。容保在會津戰爭中率領藩士、藩民及新選組與新政府軍交戰。在會津若松城被圍困情況下力戰一個月，最後勢衰力竭投降，死傷達三千多人。

### 明治

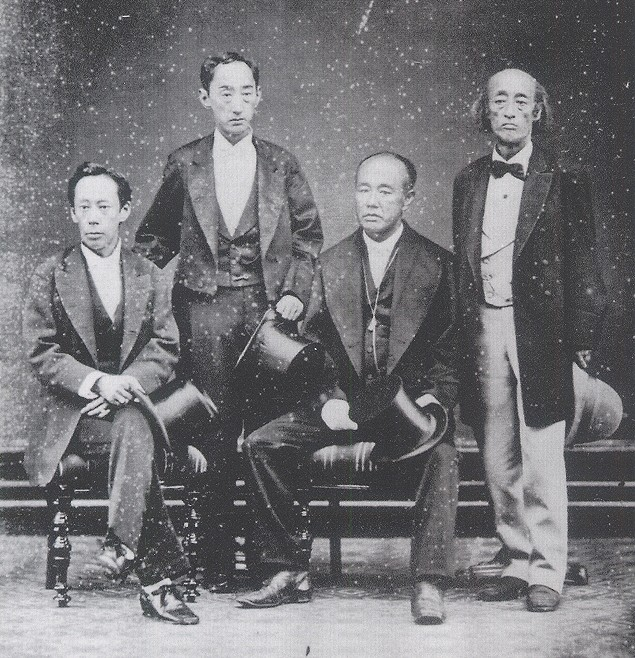
左起松平定敬、松平容保、德川茂德、德川慶勝；明治11年（1878年）9月攝於東京德川慶勝的私邸。

依武士社會慣例，主君的過失即是臣下的過失，加上會津眾臣力求明治政府寬恕容保父子。明治政府赦免容保死罪，但是要求會津交出戰爭首謀者3人。當時會津首席家老是田中土佐、神保内藏助及西鄉賴母，可是田中與神保均已戰死，西鄉則行蹤不明。最後家老萱野權兵衛決定一人負上戰爭罪責。
而明治政府則將容保軟禁在鳥取藩後來轉到和歌山藩，又將容保的養子喜德軟禁在久留米藩，明治二年（1869年）十一月，明治政府容許容保之子慶三郎（即松平容大）再興會津松平家家門，於是山川大藏等眾會津家臣便與仍是嬰孩的容大一起遷到北方斗南藩。
明治四年（1871年）三月，容保與喜德改為在斗南藩軟禁，七月下旬兩人到達北方斗南藩。由於交早前頒下廢藩置縣之令，斗南藩被解散。八月容保、喜德及容大遷到東京。
明治五年（1872年）容保、喜德解除永久軟禁的處分。明治十三年（1880年）二月二日，容保以從五位的官職就任栃木縣日光市山内鎮座的日光東照宮宮司。

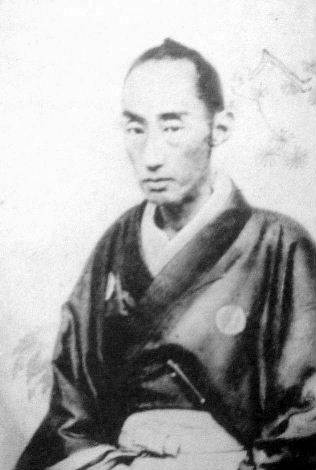
松平容保晚年時期。

明治26年（1893年）十二月五日，容保在東京目黑區的自宅中因為肺炎而過世，享年59。
容保過世的前天從明治天皇那裡蒙賜了牛奶。容保在生時頸上一直掛著一個小竹筒，後來證實是在八月十八日政變所得，當時按孝明天皇御意會津藩聯同中川宮朝彥親王及薩摩藩等公武合體派，排除三條實美等尊攘派公卿，事後天皇親手御書宸翰（書信）及御製和歌賜予容保。容保直到死，這個小竹筒及當中的御書始終都沒有離身，兩者全文如下(括號為翻譯大意)：
宸翰:

堂上以下陳暴論不正之所置増長付痛心難堪
(朝廷上下盡是攘夷暴論，令朕痛心疾首)

下内命之処速ニ領掌憂患掃攘朕存念貫徹之段
(朕下內命之際，爾能速判掃除暴派憂患，貫徹朕之所願)

仝其方忠誠深感悦之餘右壱箱遣之者也
(朕察且深悅爾之忠誠，特賜御製於右壹箱下)  

文久三年十月九日
御製:

たやすからさる世に武士（もののふ）の忠誠のこゝろをよろこひてよめる
(在困難之世 因武士的忠誠之心而喜悅)
和（やわ）らくも たけき心も相生（あいおい）の まつの落葉のあらす栄へむ
(平穩之心和勇猛之心 如相生松葉共繁同盛)
武士とこゝろあはしていはほをも つらぬきてまし世々のおもひて
(如結合武士之心 便無困難不能擊破 更能流芳百世)

在孝明天皇的宸翰內容中清楚表明天皇自己對過激派公卿之言行非常苦惱，並感謝容保替他攘除憂患且肯定容保的忠誠。就明治政府的立場來說明，這篇宸翰的存在對明治政府非常不利，因其內容足以證明當時的過激派就是違背天皇旨意的逆賊，而在戊辰之戰後變成逆賊的會津藩才應該是正統官軍，這篇宸翰對由過激派組成的明治政府來說，成為了必須抹滅的證物。
山縣有朋（長州藩出身的下級武士，日後成為日本第三任首相）聽說了這封宸翰的存在而感到震驚，為了不讓信函公開，他秘密地以5萬日圓（也有3萬日圓之說）（用現在的幣值換算的話，約等於5(或3)億日圓的價值）誘使松平家的人轉讓這封宸翰，然而會津松平家始終並沒有因為錢而把宸翰轉讓。
容保的墓地本來在東京都新宿區的正受院，但後來改葬到福島縣會津若松市的松平家院內御廟。現在正受院內並沒有殘留容保墓碑。

### 官職位階履歷
※日期以舊曆為準，但明治9年以後以新曆為準。
- 1836年（天保6年）12月29日，身為美濃國高須藩主松平義建的第六個兒子的容保在江戸的藩邸誕生。
- 1846年（弘化3年）4月27日，就任為陸奧國會津藩主的繼任者。12月16日，從四位下侍從兼若狹守任職。
- 1852年（嘉永5年）閏2月25日，成為藩主。調任肥後守。侍從之位不變。12月16日，調任左近衛權少將。肥後守之位不變。
- 1860年（萬延元年）12月12日，調任左近衛權中將。肥後守之位不變。（產生「會津中將」的稱號）
- 1862年（文久2年）閏8月1日，補任京都守護職，晉升為正四位。
- 1863年（文久3年）12月30日，補任朝議參與。
- 1864年（元治元年）2月11日，免除京都守護職，補任陸軍總裁乙職。2月12日，補任參議，但是容保堅決辭退。2月13日，轉職為軍事總裁職（從陸軍總裁職易名）。3月14日，辭任朝議參與。4月7日，卸去軍事總裁職。4月22日，復職原京都守護職。
- 1867年（慶應3年）4月23日，補任參議（又產生「會津宰相」的稱號）。
- 1868年（慶應4年）1月10日，因為會津戰爭戰敗而解官。2月4日，藩主的地位被解除。2月8日，遭到禁止進入若松城城的處分。
- 1868年（明治元年）12月7日，長期軟禁因幡國鳥取藩藩邸的處分。
- 1869年（明治2年）12月7日，被遷往紀伊國和歌山藩藩邸。
- 1871年（明治4年）3月14日，又被替換到陸奧國斗南藩居留。8月，被遷居東京。
- 1872年（明治5年）1月6日，被免除永久軟禁的處分。
- 1876年（明治9年）11月1日，比敘從五位。
- 1880年（明治13年）2月2日，就任栃木縣日光市山內的日光東照宮宮司。3月13日，兼任東京都台東區上野的上野東照宮祀官。5月18日，晉升為正四位。
- 1884年（明治17年），免除日光東照宮宮司與上野東照宮祀官。
- 1887年（明治20年）9月，復職擔任日光東照宮宮司。也兼任栃木縣日光市山內的日光二荒山神社宮司。12月6日，晉升為從三位。
- 1888年（明治21年），兼任東京府皇典講究所（日语：皇典講究所）監督。
- 1889年（明治22年），兼任栃木縣皇典講究所監督。
- 1893年（明治26年）9月22日，辭去二荒山神社宮司職務。12月4日，晉升為正三位。12月5日去世。

## 家系
- 父：松平義建（日语：松平義建）
- 養父：松平容敬（日语：松平容敬）（義建之弟）
- 母：千代（古森義孝之女）

- 兄弟姊妹
  - 德川慶勝（排行第二，尾張德川家第14代與第17代當主）
  - 松平武成（日语：松平武成）（排行第三，石見國浜田藩（日语：浜田藩）第3代藩主）
  - 德川茂德（排行第五，高須藩（日语：高須藩）第11代藩主、尾張藩第15代藩主及一橋德川家第10代當主。）
  - 松平定敬（日语：松平定敬）（排行第八，桑名藩（日语：桑名藩）第4代藩主）
  - 松平義勇（日语：松平義勇）（排行最幼，高須藩第13代藩主）
  - 照姫（日语：松平照）（容敬的養女）

- 正室
  - 敏姬（寶鏡院、容敬之女）

- 側室
  - 佐久（田代孫兵衛之女）
  - 名賀（川村源兵衛之女）

- 子女
  - 松平容大（日语：松平容大）（陸軍騎兵大尉、貴族院議員）
  - 松平健雄（擔任伊佐須美神社宮司）
  - 三男（夭折）
  - 四男（夭折）
  - 山田英夫（陸軍歩兵中佐、貴族院議員、山田伯爵家（日语：山田顕義）的婿養子）
  - 松平恒雄（曾任駐英大使與初代參議院議長，德川宗家第18代德川恒孝的祖父）
  - 松平保男（日语：松平保男）（會津松平家的第12代當主，曾任海軍少將與貴族院議員）
  - 美彌
  - 泡玉院（夭折）

- 養子
  - 松平喜德（日语：松平喜徳）（水戶德川家德川齊昭的第19子，會津藩第10代藩主、陸奥國守山藩第9代藩主）

正室原為容敬的五女敏姬，14歲成為容保的正室，不幸於19歲去世，無子嗣。後再迎娶加賀藩主前田慶寧女兒禮姬為繼室，但因戊辰戰爭而使婚約未成立。側室為田代孫兵衛的女兒佐久（生有長男容大、次男健雄、五男英夫及七男保男）和川村源兵衛的女兒名賀（生有長女美彌、次女、三男、四男及六男恒雄）2人。佐久在容保任職京都守護職時，負責親身照顧。

## 登場作品
小說
- 王城的護衛者（講談社、司馬遼太郎著）
- 松平容保 悲運的會津藩主（学陽書房、星亮一（日语：星亮一）著）
- 會津之義 幕末藩主松平容保（集英社、植松三十里（日语：植松三十里）著）
- 葵之殘葉（文藝春秋、奧山景布子（日语：奥山景布子）著）
- 敗者烈傳（實業之日本社（日语：実業之日本社）、伊東潤（日语：伊東潤）著）
- 松平容保總總（新人物往来社、綱淵謙錠著）
- 松平容保絕非朝敵（中央公論新社、中村彰彦（日语：中村彰彦）著）
- 會津士魂（集英社、早乙女貢（日语：早乙女貢）著）
- 松平容保：生事武士之義的幕末名君（PHP研究所、葉治英哉（日语：葉治英哉）著）
- （Alpha Creator、江口裕美子著）

影視劇
- 維新之曲（日语：維新の曲）（1942年、大映、演：澤村國太郎（日语：澤村國太郎 (4代目)））
- 花之生涯（日语：花の生涯 彦根篇 江戸篇）（1953年、松竹、演：山内明）
- 壯烈新選組 幕末動亂（日语：壮烈新選組 幕末の動乱）（1960年、東映、演：里見浩太朗）
- 新選組始末記（日语：新選組始末記#テレビドラマ（1961年））（1961年、TBS、演：外山高士）
- 新選組血風錄 近藤勇（1963年、東映、演：原田甲子郎）
- 花之生涯（日语：花の生涯 (NHK大河ドラマ)）（1963年、NHK大河劇、演：花柳武始）
- 風雪（日语：風雪 (テレビドラマ)）（1964年、NHK、演：田村正和）
- 三姊妹（日语：三姉妹）（1967年、NHK大河劇、演：中村又五郎（日语：中村又五郎 (2代目)））
- 龍馬來了（1968年、NHK大河劇、演：岩井大三郎）
- 勝海舟（日语：勝海舟 (NHK大河ドラマ)）（1974年、NHK大河劇、演：兒玉泰次）
- 花之生涯（日语：花の生涯 (1974年のテレビドラマ)）（1974年、NTV、演：小野寺昭）
- 獅子的時代（日语：獅子の時代）（1980年、NHK大河劇、演：片岡秀太郎（日语：片岡秀太郎 (2代目)））
- 德川一族的崩壞（日语：徳川一族の崩壊）（1980年、東映、演：萬屋錦之介）
- 白虎隊（日语：白虎隊 (1986年のテレビドラマ)）（1986年、NTV、演：風間杜夫）
- 新選組（1987年、ANB、演：松橋登）
- 五稜郭（日语：五稜郭 (テレビドラマ)）（1988年、NTV、演：水上保廣（日语：水上保広））
- 勝海舟（日语：勝海舟 (1990年のテレビドラマ)）（1990年、NTV、演：野上晴久）
- 宛如飛翔（1990年、NHK大河劇、演：若松武（日语：若松武史））
- 燃劍（日语：燃えよ剣#1990年版）（1990年、TX、演：市川森一）
- 幕末純情傳（日语：幕末純情伝）（1991年、松竹、演：榎木孝明）
- 新選組：池田屋血鬥（1992年、TBS、演：田中健（日语：田中健 (俳優)））
- 新選組血風錄（日语：新選組血風録 (テレビドラマ)#1998年版）（1998年、ANB、演：円谷浩）
- 德川慶喜（1998年、NHK大河劇、演：畠中洋）
- 新選組！（2004年、NHK大河劇、演：筒井道隆）
- 白虎隊（日语：白虎隊 (2007年のテレビドラマ)）（2007年、EX、演：東山紀之）
- 輪違屋糸里〜女子們的新選組〜（日语：輪違屋糸里#テレビドラマ）（2007年、TBS、演：花柳錦之輔（日语：花柳寿楽 (3代目)））
- 篤姬（2008年、NHK大河劇、演：志村東吾）
- 龍馬傳（2010年、NHK大河劇、演：長谷川朝晴）
- 新選組血風錄（日语：新選組血風録 (テレビドラマ)#2011年版）（2011年、NHK-BS、演：林泰文）
- 白虎隊：不敗的人們（日语：白虎隊〜敗れざる者たち）（2013年、TX、演：伊藤英明）
- 八重之櫻（2013年、NHK大河劇、演：綾野剛）
- 花燃（2015年、NHK大河劇、演：藤田健彦）
- 西鄉殿（2018年、NHK大河劇、演：柏原収史）
- 燃劍（日语：燃えよ剣#2020年版）（2020年、東寶、演：尾上右近（日语：尾上右近 (2代目)））
- 直衝青天（2021年、NHK大河劇、演：小日向星一）

動畫／漫畫
- 〈青之壬生浪〉（講談社、原作：安田剛士）